# Markus Düchler
Markus Düchler (ur. 1961, zm. 9 lipca 2022) – doktor habilitowany nauk medycznych, specjalizujący się w  biologii medycznej.

## Życiorys
Pracował w kilku ośrodkach naukowych w Wiedniu i Łodzi: Vienna International Research Cooperation Center, Institut für Tierzucht und Genetik na Veterinärmedizinische Universität Wien, L. Boltzmann Institute for Cytokine Research na Uniwersytecie Wiedeńskim i Klinische Abteilung für Hämatologie und Hämostaseologie na Medizinische Universität Wien. W Polsce był zatrudniony w Zakładzie Biologii Molekularnej Nowotworów na Wydziale Lekarskim Uniwersytetu Medycznego w Łodzi, Zakładzie Diagnostyki Laboratoryjnej Instytutu „Centrum Zdrowia Matki Polki”, Instytucie Medycyny Pracy im. prof. dr. med. Jerzego Nofera oraz przez wiele lat w Centrum Badań Molekularnych i Makromolekularnych PAN, gdzie miał stanowisko profesora instytutu i kierował Pracownią Medycyny Molekularnej. 
Stopień doktora habilitowanego nauk medycznych w dyscyplinie biologia medyczna uzyskał w 2008 r. w Instytucie Medycyny Pracy im. prof. dr. med. Jerzego Nofera na podstawie pracy pt. Wpływ bortezomibu na zaburzenia procesów przekazywania sygnału pobudzenia wewnątrzkomórkowego i na procesy apoptozy komórek przewlekłej białaczki limfatycznej z limfocytami B. 
Uzyskał 3 granty typu OPUS Narodowego Centrum Nauki. Jest autorem 24 recenzowanych publikacji indeksowanych w Web of Science.